# Enrique Pérez Piquer
Enrique Pérez Piquer (Carcagente, diciembre de
1961) es un clarinetista y profesor de música español. Desde 1985 es solista con la Orquesta Nacional de España.